# Antigos Movimentos de Libertação da África Austral
Os Antigos Movimentos de Libertação da África Austral (AMLAA; em inglês: Former Liberation Movements of Southern Africa - FLMSA) são uma internacional partidária regional de sete partidos políticos que estiveram envolvidos nos movimentos nacionalistas africanos contra o colonialismo e contra dos governos segregacionistas na África Austral. Tem as suas raízes na coalizão dos Estados da Linha da Frente, formada por países africanos na década de 1960 (organização política que manteve-se até o início da década de 1990), que estava empenhada em acabar com o apartheid e o governo da minoria branca na África do Sul e na Rodésia, bem como garantir a independência da Namíbia. Os seus membros originais são o Congresso Nacional Africano (África do Sul), o Partido da Revolução (Tanzânia), a Frente de Libertação de Moçambique (Moçambique), o Movimento Popular de Libertação de Angola (Angola), a Organização do Povo do Sudoeste Africano (Namíbia) e a União Nacional Africana do Zimbábue - Frente Patriótica (Zimbábue). Em 2019, o Partido Democrático do Botsuana juntou-se à AMLAA.

## Membros
| Partido                                                 | Sigla   | País          | Data de fundação | Assentos no parlamento nacional | Assentos no parlamento nacional |
| Partido                                                 | Sigla   | País          | Data de fundação | Câmara Baixa                    | Câmara Alta                     |
| ------------------------------------------------------- | ------- | ------------- | ---------------- | ------------------------------- | ------------------------------- |
| Congresso Nacional Africano                             | CNA     | África do Sul | 1912             | 159 / 400                       | 43 / 90                         |
| Partido Democrático do Botsuana                         | PDB     | Botswana      | 1961             | 4 / 69                          | 4 / 69                          |
| Partido da Revolução                                    | PdR     | Tanzânia      | 1977             | 362 / 393                       | 362 / 393                       |
| Frente de Libertação de Moçambique                      | FRELIMO | Moçambique    | 1962             | 184 / 250                       | 184 / 250                       |
| Movimento Popular de Libertação de Angola               | MPLA    | Angola        | 1956             | 124 / 220                       | 124 / 220                       |
| Organização do Povo do Sudoeste Africano                | SWAPO   | Namíbia       | 1960             | 63 / 104                        | 28 / 42                         |
| União Nacional Africana do Zimbábue - Frente Patriótica | ZANU–PF | Zimbabwe      | 1963             | 179 / 270                       | 34 / 80                         |

## Cimeiras
| Cidade         | País          | Data                      | Ref.                 |
| -------------- | ------------- | ------------------------- | -------------------- |
| Joanesburgo    | África do Sul | Outubro de 2000           | [ 4 ]                |
| Harare         | Zimbabwe      | 2001                      | [ 4 ]                |
| Joanesburgo    | África do Sul | 25 de novembro de 2008    | [ 5 ]                |
| Dar es Salaam  | Tanzânia      | 4 de maio de 2010         | [ 1 ] [ 6 ]          |
| Vinduque       | Namíbia       | 11 de agosto de 2011      | [ 1 ] [ 7 ]          |
| Pretória       | África do Sul | 6–9 de março de 2013      | [ 5 ] [ 7 ]          |
| Dar es Salaam  | Tanzânia      | Outubro de 2013           | [ 8 ] [ 9 ]          |
| Maputo         | Moçambique    | 20 de novembro de 2015    | [ 10 ]               |
| Victoria Falls | Zimbabwe      | 4–8 de maio de 2016       | [ 11 ] [ 12 ] [ 13 ] |
| Luanda         | Angola        | Maio de 2017              | [ 14 ]               |
| Vinduque       | Namíbia       | 20–22 de novembro de 2018 | [ 15 ]               |
| Victoria Falls | Zimbabwe      | 8–12 de setembro de 2019  | [ 16 ]               |
| Victoria Falls | Zimbabwe      | Março de 2024             | [ 17 ]               |
| Joanesburgo    | África do Sul | 25-30 de julho de 2025    | [ 18 ]               |